# فرانكي ستيفنز
فرانكي ستيفنز (بالإنجليزية: Frankie Stevens)‏ هو مغني نيوزيلندي، ولد في 1950.

## وصلات خارجية
- فرانكي ستيفنز على موقع IMDb (الإنجليزية)
- فرانكي ستيفنز على موقع ميوزك برينز (الإنجليزية)
- فرانكي ستيفنز على موقع ديسكوغز (الإنجليزية)
- فرانكي ستيفنز على موقع قاعدة بيانات الفيلم (الإنجليزية)